# Rock the Night: Collectors Edition
Rock the Night: Collectors Edition är en DVD av musikgruppen Europe. Den innehåller gruppens alla musikvideor från 1986 till 1992. Dessutom finns extramaterial ur SVT:s arkiv. 

## Videor
- The Final Countdown
- Rock The Night
- Carrie
- Cherokee
- Superstitious
- Open Your Heart
- Let The Good Times Rock
- Prisoners In Paradise
- Ill Cry For You
- Halfway To Heaven

## Extramaterial
- Rock-SM-final från 1982
- Ur TV-programmet Casablanca från 1983
- Ur TV-programmet Bagen/Rocksugen från 1984
- Nyhetsinslag i Rapport från 1986 Turnépremiär i Örebro.
- Reportage från TV-programmet RITZ 1988